# Dia (supermercado)
Distribuidora Internacional de Alimentación (DIA) é uma rede de supermercados de descontos.
O supermercado tem dois tipos de lojas, umas voltadas para bairros de cidades grandes e outras para cidades menores. Segue uma política de redução de preços por meio de minimizar os custos operacionais, como por exemplo: pouca decoração da loja e os produtos são restritos a marcas com preços mais baixos, incluindo marca própria.
No Brasil, a empresa anunciou recuperação judicial em março de 2024. Em maio, a empresa foi comprada pela MAM Asset Management, gestora de ativos do Banco Master. O Grupo DIA diz estar empenhado na Argentina e Espanha, seus outros locais de operação. A reestruturação da empresa resultou na redução de lojas, chegando a 244, todas localizadas no estado de São Paulo.  Em dezembro, foi vendida novamente ao fundo Arila, do empresário Nelson Tanure. 

## Histórico
A rede foi criada em 1979 na Espanha e atualmente possui mais de 4000 lojas em quatro países. A rede DIA existe na Argentina, na Espanha, em Portugal e no Brasil (nos último dois países citados, a rede pertence a terceiros). 
Fez parte do grupo Carrefour de 2000 a 2011. Em janeiro de 2012, tornou-se uma rede independente e passou a fazer parte do índice IBEX 35, do mercado de ações da Bolsa de Madri.
Em setembro de 2012, anunciou a compra das lojas da cadeia alemã Schlecker na Península Ibérica, numa operação que superou os 70,5 milhões de euros.
Em maio de 2019, em meio a uma crise financeira e de resultados da empresa, a LetterOne, sociedade controlada pelo investidor russo Mikhail Fridman, se torna proprietária de 69,76% da oferta pública de aquisição da rede de supermercados DIA.

### Em Portugal
Em Portugal, atuava com a designação de Minipreço, com um total de 608 lojas em 2019, tendo 483 lojas em 2024.
Em agosto de 2023, anunciou o fechamento das cerca de 500 unidades no país, após aquisição das operações pela rede Auchan por 155 milhões de euros.
No Brasil
A empresa atua desde 2001. Conta com as lojas DIA e Minipreço. Recentemente foi anunciado o fechamento de lojas fora do estado de São Paulo. A DIA diz fazer uma "reestruturação". O supermercado se considera como um "atacadinho de bairro" nessa nova fase.  